# 헤일리 킬고어
헤일리 킬고어(Hailey Kilgore, 1999년 2월 16일 ~ )는 미국의 배우, 가수이다.